# Таланцев, Константин Юрьевич
Константин Юрьевич Таланцев (21 сентября 1984, Йошкар-Ола, СССР) — российский футболист.

## Карьера
Воспитанник ДЮСШ «Спартак» (Йошкар-Ола). В раннем возрасте переехал в Москву, где он выступал за ряд любительских коллективов и молодежный состав «Динамо». В 2006 году переехал в Литву, где провел один сезон за клуб А-Лиги «Ветра». После возвращения в Россию несколько сезонов выступал в коллективах второго дивизиона. С 2013 года играет на любительском уровне.

## Достижения
- Бронзовый призер Чемпионата Литвы (1): 2006.